# Салахас, Димитриос
Димитриос Салахас (греч. Δημήτριος Σαλαχασ, 7 июня 1939, Афины — 16 октября 2023, Афины) — прелат Греческой католической церкви, экзарх Греции в 2008—2016 годах.

## Биография
Димитриос Салахас родился 7 июня 1939 года в Греции. После получения богословского образования был рукоположён 9 февраля 1964 года в священника.
23 апреля 2008 года экзарх Греции Анаргирос Принтезис вышел на пенсию и Папа Римский Бенедикт XVI назначил Димитриоса Салахаса экзархом Греции и титулярным епископом Каркабии.
24 мая 2008 года состоялось рукоположение Димитриоса Салахаса в епископа, которое совершил епископ Фэгэраша и Албы-Юлии Михай Кэтэлин Фрэциле в сослужении с епископом Сироса и Милоса Франгискосом Папаманолисом и экзархом Великобритании Глебом Лончиной.
14 мая 2012 года Димитриос Салахас был назначен титулярным епископом Грацианополя.